# دور از درخت (فیلم)
دور از درخت (به انگلیسی: Far From The Tree) یک انیمیشن کوتاه آمریکایی محصول سال ۲۰۲۱ به نویسندگی و کارگردانی ناتالی نوریگات و تهیه‌کنندگی روث استروتر است. این فیلم دربارهٔ یک راکون کنجکاو جوان است که پدرش اغلب او را به خاطر قرار دادن ناخواسته خود در خطر سرزنش می‌کند. وقتی او بزرگ می‌شود، خود و پسرش را در شرایطی مشابه پدر و خودش می‌بیند. این فیلم در سال ۲۰۱۸ طراحی شد، زمانی که دیزنی برای فیلم‌های کوتاه تئاتر درخواست داد. این شرکت در نهایت یک زمینهٔ ناتمام توسط نوریگات را تأیید کرد. شخصیت‌های اصلی راکون که در ابتدا به عنوان انسان نوشته شدند، به دلیل تلاش برای یافتن تعادل بین انسان گرایی و واقع گرایی، چالشی برای انیماتورها بودند. دور از درخت، اولین بار در جشنواره بین‌المللی فیلم انیمیشن انسی در ۱۵ ژوئن ۲۰۲۱ به نمایش درآمد و بعداً در ۲۴ نوامبر ۲۰۲۱ در کنار نمایشجشنواره بین‌المللی فیلم انیمیشن انسیهای تئاتری انکانتو اکران شد. نقدهای انتقادی دور از درخت مثبت بود.

## داستان
در یک ساحل، یک راکون جوان و پدرش که زخمی روی چشم چپش دارد، به دنبال غذا از جنگل بیرون می‌روند. در حالی که راکون به سرعت حواسش پرت و از دید پدرش دور می‌شود، پدرش به شدت سعی می‌کند او را وادار کند که سر جایش بماند. وقتی پدرش در حال حفاری صدف است، راکون صدفی پیدا می‌کند و به صدای امواج اقیانوس در آن گوش می‌دهد. با این حال پدرش متوجه می‌شود و آن را از بین می‌برد. راکون جوان در نهایت یک مرغ دریایی را به گله خود تعقیب می‌کند، اما یک کایوت آماده حمله به او را پیدا می‌کند. کایوت راکون را تعقیب می‌کند و زخمی روی بینی او می‌گذارد، فقط پدرش به کایوت حمله می‌کند و به درخت می‌رود و با عصبانیت راکون را به خاطر رفتن سرزنش می‌کند و به عنوان یادآوری جای زخمش را نشان می‌دهد. سال‌ها بعد، راکون که اکنون بزرگ شده‌است، با پسرش به ساحل می‌رود، پسری که تقریباً مانند او در دوران کودکی رفتار می‌کند. وقتی پسرش سعی کرد مرغ‌های دریایی را به ساحل تعقیب کند، او با عصبانیت او را سرزنش می‌کند، اما متوجه می‌شود که مانند رفتار پدرش با او رفتار می‌کند. این دو با هم آشتی می‌کنند و به همان درخت برمی‌گردند، جایی که راکون یک صدف دریایی به پسرش هدیه می‌دهد.

## پخش
این فیلم برای اولین بار در جشنواره بین‌المللی فیلم انیمیشن انسی در ۱۵ ژوئن ۲۰۲۱ به نمایش درآمد. در ۲۴ نوامبر ۲۰۲۱ در کنار نمایش‌های تئاتری افسون منتشر شد. دور از درخت در ۲۴ دسامبر ۲۰۲۱، در همان روز افسون، در دسترس دیزنی+ قرار گرفت. این - و همچنین «مقدمه ای بر دور از درخت» - در نسخه‌های ۴کی، دیسک بلوری و دی‌وی‌دی افسون در ۸ فوریه ۲۰۲۲ گنجانده شد.

## نقدها
پس از انتشار، دور از درخت پاسخ‌های مثبت دریافت شد. بررسی‌های افسون آن را به‌عنوان لذت‌بخش، «دوست‌انگیز و شگفت‌انگیز احساسی»، و دوست‌داشتنی تعریف کردند. هالیوود آن را «حافظ واقعی، ارزش پذیرش به تنهایی» نامید، در حالی که هندو تم‌های خود را از والدین به عنوان «گیلاس در بالای شیرینی با نشاط» تحسین کرد. بررسی کامل فیلم از CinemaBlend احساسات و داستان‌سرایی آن را ستود. مجله پدر و مادر Romper بیان کرد که بینش عمیقی در مورد روابط والدین و فرزند ارائه می‌دهد و موفق می‌شود به مسائل حساس خانوادگی بپردازد. TheWrap آن را به‌عنوان یکی از بهترین فیلم‌های انیمیشن سال ۲۰۲۱ فهرست و بیان کرد که «ظهور یک صدای جسورانه جدید در انیمیشن دیزنی در ناتالی نوریگات را منادی می‌کند». به‌طور مشابه، Collider آن را در رتبه پنجم بهترین فیلم‌های کوتاه دیزنی از زمان شروع دهه ۲۰۱۰ قرار داد، با توجه به اینکه آن را دارای برخی از جسورانه‌ترین مضامین در یک فیلم کوتاه دیزنی در سال‌های متمادی است. در پنجمین جوایز فیلم انجمن منتقدان هالیوود، این فیلم نامزد بهترین فیلم کوتاه شد.